# Marranesimo

## Premessa
Durante il XIV secolo in un periodo in cui la maggioranza degli Ebrei europei viveva isolata e ripiegata su alcune componenti della propria tradizione religiosa, diritto e mistica in particolare, e non si trovavano più in sintonia con l'evolversi del mondo esterno e con il quale riusciva ad avere contatti minimi, un elemento di modernità se non l'unico esistente dal punto di vista religioso erano i cosiddetti marrani,un termine dispregiativo che in spagnolo significa " maiali",e che designava quel gruppo di ebrei che erano stati costretti a subire il battesimo nella penisola iberica, ma che, in forma segreta erano rimasti fedeli al Giudaismo. Nella diaspora, l'appellativo si estese per le successive generazione fino ad arrivare a comprendere i "nuovi cristiani" o conversos che facevano il ritorno al giudaismo. I marrani che spesso conoscevano il latino e naturalmente il portoghese e lo spagnolo, dedicavano i propri studi alla cultura profana e religiosa dei cristiani e in questo modo è attendibile che riuscissero ad ottenere informazioni sul giudaismo, bisogna sottolineare il fatto che essi in Spagna potevano ottenere liberamente i titoli accademici a differenza di altri paesi dove ai membri della diaspora esso veniva negato.
il fatto che essi potessero studiare e ottenere il titolo accademico comportava anche al fatto che potessero scrivere e pubblicare delle opere, i marrani componevano i loro scritte in lingue europee diffuse e in questo modo fecero conoscere il giudaismo non solo ai nuovi cristiani, che avevano vaghe conoscenze o che ne erano sprovvisti, ma anche ai cristiani che non avevano dimestichezza con la lingua ebraica o che non lo conoscevano affatto e pertanto non potevano leggere direttamente le opere religiose ebraiche.
Della prima traduzione completa della Bibbia ebraica, in spagnolo, stampata da tipografi marrani a Ferrara nel 1553, furono pubblicate due edizioni, una per gli ebrei e una per i cristiani; Sempre a Ferrara nel 1536 Samuel Usque aveva pubblicato in portoghese il suo trattato Consolacam as tribulacoens de Israel, la prima apologia del giudaismo in una lingua europea, è importante sapere che in Europa e particolarmente in Spagna costituivano una componente culturale, sociale , politica inestinguibile , da un lato essi erano fortemente radicati nella vita spagnola ma dall'altro rappresentavano un centro fortemente polarizzante di influenza politica che non sempre veniva gradita dai sovrani, la chiesa li temeva per il loro crescente potere all'interno delle gerarchie ecclesiastiche, poiché molti di questi convertiti mantenevano vivo il loro spirito ebraico nel loro cuore. Dopo la pubblicazione dell'opera di Usque, Papa Pio IV, consapevole della funzione propagandistica che queste edizioni avrebbero avuto, a Ferrara in due anni furono pubblicati dieci libri in spagnolo e in portoghese, nel 1555 proibi la stampa di opere ebraiche in lingue europee.

## Categorie
I comportamenti dei marrani nei confronti del giudaismo, alcuni dei quali anticiparono le soluzioni che sarebbero state poi applicate nell'Ottocento al tempo dell'emancipazione, si possono raggruppare in quattro categorie.
- La prima comprende quelli che vissero come cristiani e persero ogni traccia del loro giudaismo.
- La seconda comprende quelli che pur vivendo da cristiani conservarono la loro consapevolezza di appartenenza al giudaismo e che di nascosto mantenevano viva qualche tradizione ebraica, sia per paura dell'Inquisizione che per altri motivi, e che non ebbero il coraggio di praticarlo dove e quando era possibile.
- La terza comprende quei marrani che oscillavano tra il cristianesimo e il giudaismo senza mai compiere una scelta, questa può essere considerata la categoria con la casistica più varia e che presenta casi psicologicamente più drammatici. Essi venivano disprezzati e rifiutati dai cristiani e dagli ebrei, elemento critico in una società dove era indispensabile essere inquadrati in una religione o comunità per non sentirsi sradicati. Ciò comportò al scetticismo di alcuni e dall'altra parte all'odio di qualsiasi religione, alla pazzia e infine al suicidio.
- La quarta categoria comprende quelli che pur pienamente inseriti nella comunità cristiana e talvolta essi occupavano posti prestigiosi, ad un certo punto decisero di rinunciare alla loro cristianità per abbracciare la religione ebraica e ricominciare così una nuova esistenza. a questa categoria appartiene Isaac Cardoso (Portogallo 1603-1683) che nel 1648 abbandonò la Spagna dove era il medico del re per spostarsi a Venezia dove abbracciò il giudaismo e passo il resto della sua vita a Verona assistendo gli ammalati poveri della comunità sefardita di quella città.

Fu un marrano olandese, Baruch Spinoza (1632-1677), il quale iniziò la moderna esegesi biblica e mise in evidenza, con molto anticipo per i suoi tempi, la contraddizione fondamentale del giudaismo: Il concetto di Dio unico e universale, da una parte e dall'altra i suoi rapporti speciali con il giudaismo e con il "popolo eletto".